# فريدريك إنغلستاد
فريدريك إنغلستاد (بالنرويجية البوكمول: Fredrik Engelstad)‏ هو بروفيسور نرويجي، ولد في 12 مارس 1944.